# Saunières
Saunières é uma comuna francesa na região administrativa de Borgonha-Franco-Condado, no departamento Saône-et-Loire. Estende-se por uma área de 7,5 km². Em 2010 a comuna tinha 82 habitantes (densidade: 10,9 hab./km²).